# Hudson's Bay Company

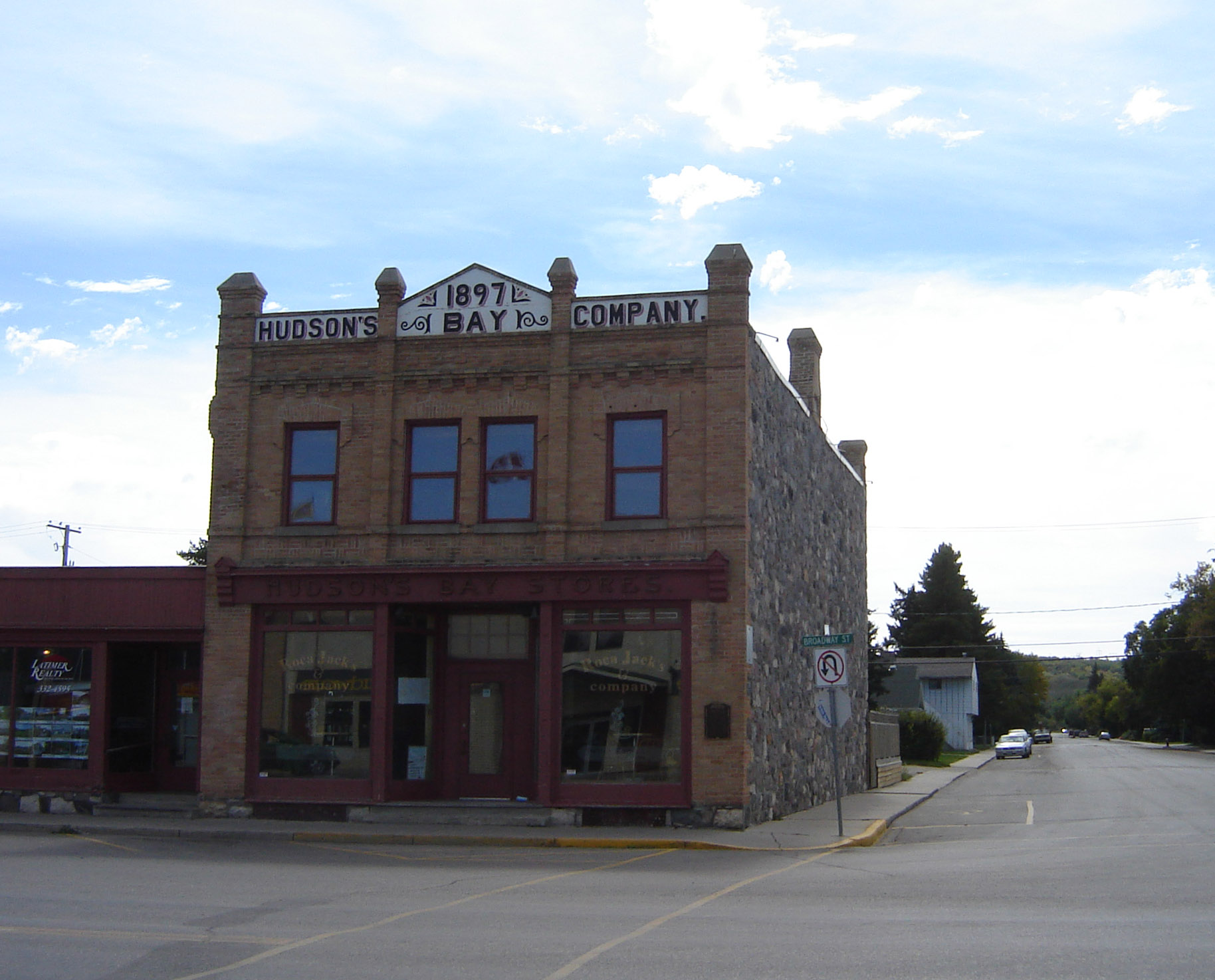
Filiaal van de Hudson's Bay Company in Saskatchewan stammend uit 1897

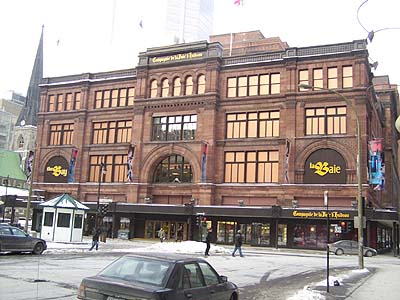
Winkel van The Bay in Montreal

De Hudson's Bay Company (HBC) is het oudste bedrijf van Canada en het op een na oudste van Noord-Amerika. Het bedrijf werd op 2 mei 1670 te Londen opgericht als The Governor and Company of Adventurers of England trading into Hudson's Bay. De onderneming is actief met diverse warenhuisconcepten.

## Geschiedenis

### Vroege geschiedenis
Medio de 17e eeuw zochten twee Franse ondernemers, Radisson en des Groseilliers, hun heil in Engeland om een bonthandel in het noorden van Canada op te zetten. Prins Ruprecht gaf geld voor een reis naar de Hudsonbaai en in oktober 1669 kwam een eerste schip met bont terug in Londen aan. Op basis van dit succes vroegen ze aan Koning Karel II het alleenrecht om bont op te kopen in het gebied. Op 2 mei 1670 werd dit recht verleend.
Het enorme gebied besloeg de Hudsonbaai en het stroomgebied van alle rivieren die in de baai uitwateren. De regio was nog niet in kaart gebracht en men had geen idee van de omvang. Dit bleek later ongeveer 40% te zijn van het huidige Canada of zeven keer het oppervlak van Frankrijk. Het bedrijf kreeg niet alleen een monopolie in de bonthandel, maar was ook heer en meester over het gebied, met eigen wetten, rechtspraak, politiemacht en leger. Deze situatie bleef gedurende 200 jaar gehandhaafd.
Eeuwenlang kon het bedrijf vanuit zijn York Factory aan de Hudsonbaai de pelshandel met de indianen (vervoerd door middel van schepen zoals de Nonsuch) in Brits Noord-Amerika domineren, waar het vaak optrad als overheid (vergelijkbaar met de VOC en WIC) totdat de verstedelijking toenam. Een groot deel van het landbezit van de HBC werd in 1870 bij de in 1867 opgerichte Canadese Confederatie toegevoegd. De verminderde pelshandel zorgde er later voor dat het accent van de bedrijfsvoering op de handelsposten in nieuw ontgonnen gebieden werd gelegd. Zo richtten ze vele handelsposten op langsheen de kust van Labrador. Deze posten werden vaak opgericht in bestaande plaatsen (zoals Cartwright), maar soms stichtte het bedrijf ook zelf nederzettingen (zoals Aillik).

### 21e eeuw
Op 26 november 2012 kreeg het bedrijf een beursnotering aan de Toronto Stock Exchange.
In oktober 2017 tekende HBC een contract om Lord & Taylor's grootste winkel aan de Fifth Avenue in Manhattan te verkopen. De private-equity-investeringsmaatschappij RhoneCapital LLC is bereid hiervoor US$ 850 miljoen te betalen. Verder koopt de investeerder converteerbare obligaties met een waarde van US$ 500 miljoen. HBC gaat het geld gebruiken om schulden af te lossen.
In juni 2019 werden de eerste plannen bekend om de onderneming van de effectenbeurs te halen. In oktober 2019 werd het eerste bod van Richard Baker met 9% naar C$ 10,30 per aandeel. Het bod geldt voor alle aandelen die op de beurs genoteerd staan, dat is ongeveer 43% van het totaal. Er kwam een alternatief bod van Catalyst Capital Group van C$ 11,00 per aandeel, maar op 6 januari 2020 kreeg Baker zijn zin, de aandeelhouders inclusief Catalyst Capital, stemden in met zijn laatste bod van C$ 11,00 per aandeel. De Canadese toezichthouder en de aandeelhouders moeten nog instemmen met het voorstel. Het bedrijf komt daarmee weer volledig in private handen en de beursnotering zal worden beëindigd.

## Activiteiten
De Hudson's Bay Company is nu een verzameling winkelketens, bestaande uit:
- de warenhuizen van Hudson's Bay, actief in Canada;
- de warenhuizen van Lord & Taylor, actief in de Verenigde Staten;
- de warenhuizen van Saks Fifth Avenue, actief in de Verenigde Staten;
- de outlet-warenhuizen van Saks Off 5th, actief in de Verenigde Staten en Duitsland (en Nederland in 2018-2019);
- het outlet warenhuis Gilt, actief in Canada;
- de outlet-warenhuizen van Find @ Lord & Taylor, actief in de Verenigde Staten van Amerika
- de winkels van Home Outfitters, die woonproducten en huishoudelijke apparaten verkopen in de Verenigde Staten;
- de sportwinkels van Sportarena, actief in Duitsland.

Hudson's Bay Company heeft een gebroken boekjaar dat afloopt per 31 januari. Het bedrijf telde begin 2019 in totaal 342 winkels en 40.000 medewerkers. De omzet in het boekjaar 2018 was C$ 9,4 miljard en werd hoofdzakelijk gerealiseerd in Noord-Amerika.
In 1993 nam Hudson's Bay het failliete Woodward's Stores Ltd over, een Canadese warenhuisketen die honderd jaar actief was in Alberta en Brits-Columbia.
Tot 2013 was Hudson's Bay ook nog actief met een warenhuisketen onder de naam Zellers.
In 2013 werd Saks Inc. gekocht voor US$ 2,3 miljard. Saks had toen 41 warenhuizen en behaalde een omzet van zo'n US$ 3 miljard met de verkoop van luxe consumentenproducten. Saks werd in 1924 opgericht door Horace Saks en Bernard Gimbel. Het belangrijkste warenhuis van de keten staat aan de Fifth Avenue in New York. Er werkten zo'n 15.000 mensen voor Saks.
In september 2018 zijn Kaufhof, Galeria Inno en de Nederlandse vestigingen van HBC samengegaan met Karstadt. Met de eigenaar van Karstadt, het Oostenrijkse Signa, wordt een joint venture opgericht waarin de ketens opgaan. Signa krijgt het kleinst mogelijke meerderheidsbelang van 50,01% in de joint venture en neemt ook het Duitse vastgoed van HBC over. Beide ketens houden hun naam en als hoofdkantoor wordt het kantoor van Kaufhof in Keulen gebruikt. De twee hebben samen een jaaromzet van 5 miljard euro en zijn na het Spaanse El Corte Inglés de grootste winkelketen in Europa.

### Europa

#### Duitsland en België
In juni 2015 nam Hudson's Bay de warenhuistak Galeria Kaufhof van de Metro Group over. Kaufhof werd in 1879 opgericht door de ondernemer Leonard Tietz en behaalde in het gebroken boekjaar 2013/14 een omzet van zo'n 3 miljard euro. Het Canadese retailconcern betaalde hier 2,8 miljard euro voor. Bij de overname in 2015 had Kaufhof in Duitsland 137 vestigingen en 16 filialen van Galeria Inno in België. Er werkten zo'n 21.500 mensen bij Galeria Kaufhof. De koop werd op 30 september 2015 afgerond. De vastgoedportefeuille was eveneens onderdeel van de transactie.

#### Nederland

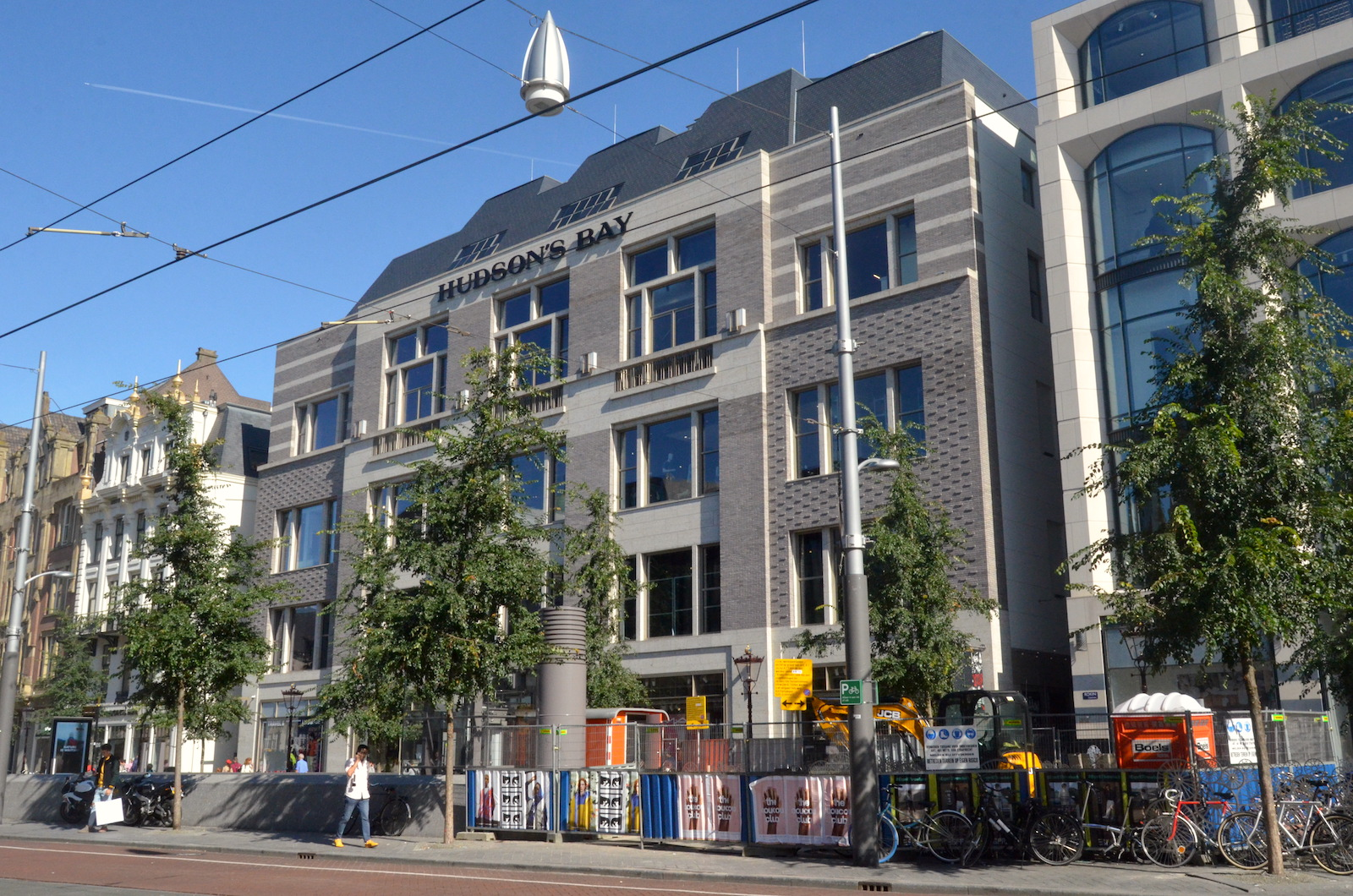
Hudson's Bay aan het Rokin in Amsterdam; september 2019

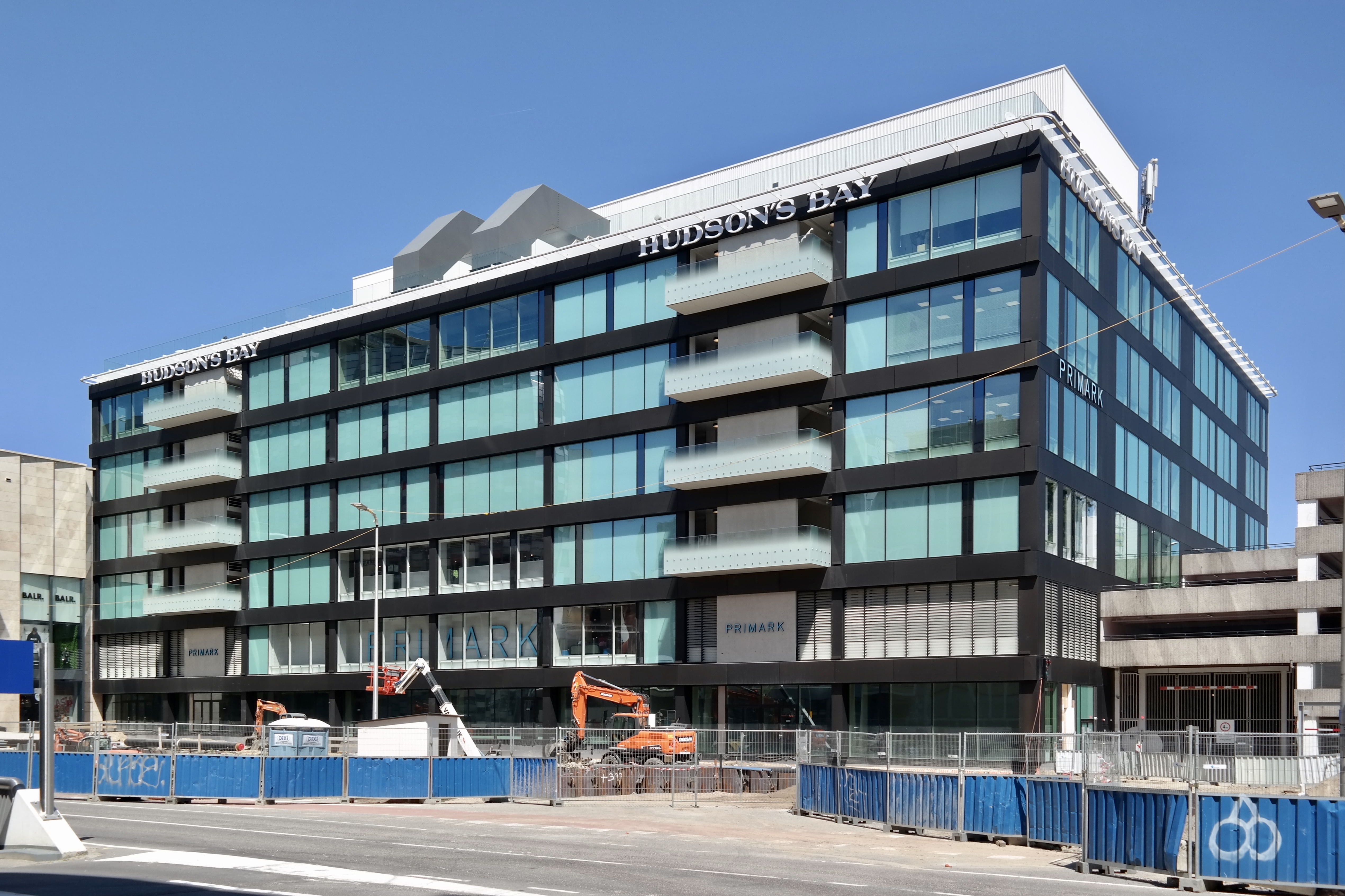
Hudson's Bay aan de Rijnkade in Utrecht in 2019

In 2015-2016 kwam Hudson's Bay in het nieuws als de mogelijke nieuwe eigenaar van de failliete warenhuisketen V&D. De overname kwam niet van de grond en V&D ging per 31 december 2015 failliet. In mei 2016 maakte Hudson's Bay bekend in de twee jaar erna twintig vestigingen te willen openen in Nederland, waarvoor diverse oude V&D-panden in aanmerking kwamen. De eerste vestiging werd geopend in twee nieuwgebouwde panden aan het Rokin in Amsterdam op 5 september 2017. In Nederland werden de warenhuisconcepten Hudson's Bay en Saks Off 5th, een outlet-warenhuis, geïntroduceerd. De vestigingen leverden volgens het bedrijf naar verwachting 2.500 banen op.
In de twee volgende jaren werden er in Nederland vijftien filialen geopend, waarvan er veertien gehuisvest waren in voormalige panden van V&D: in Rotterdam, Den Haag, Leiden, Maastricht, Utrecht, Amersfoort, Zwolle, Den Bosch, Amstelveen, Enschede, Haarlem, Tilburg, Breda en Almere.
Vanaf het begin kampten de Nederlandse filialen met tegenvallende verkoopcijfers. Tussen 2017 en 2019 leed Hudson's Bay in Nederland een verlies van 184 miljoen euro. Niet geheel onverwacht werd in september 2019 bekend dat alle 15 filialen en de webwinkel per 31 december 2019 dicht zouden gaan. Voor de ruim 1.400 werknemers werd ontslag aangevraagd. Op 31 december 2019 werd het faillissement uitgesproken.

## Voormalige aciviteiten
- de warenhuizen van Galeria Kaufhof, actief in Duitsland (aandeel in joint venture verkocht in juli 2019 aan Signa Holding)[16];
- de warenhuizen van Galeria Inno, actief in België (aandeel in joint venture verkocht in juli 2019 aan Signa Holding)[16];
- de sportwinkels van Sportarena, actief in Duitsland.